# Le Curé de Tours
Le Curé de Tours (em português: O Cura de Tours) é uma novela de 1832 escrita pelo autor francês Honoré de Balzac incluída nas Scènes de la vie de province ("Cenas da Vida Provinciana") de sua Comédia Humana. Nele, o ingênuo abade François Birotteau é perseguido pelo invejoso abade Troubert. Seu título original, Les Célibataires (Os Celibatários) passou depois a designar um conjunto de três histórias — Pierrette, O Cura de Tours e Um Conchego de Solteirão — com personagens solteirões, que não são vistos com bons olhos pelo autor: "Conservando-se solteira, uma criatura do sexo feminino não é mais que um absurdo: egoísta e fria, causa horror."
"Nessa obra admirável o escritor parece  querer vencer uma aposta: a de armar um conflito com um nada, de arquitetar toda uma história sobre um choque de ninharias; e vence-a brilhantemente, mostrando como a veemência das paixões é independente da importância dos acontecimentos que as suscitam."

## Enredo
O padre Birotteau, vigário da catedral de Saint-Gatien, em Tours, é vítima do rancor secreto do abade Troubert e de sua locatária, uma solteirona chamada srta. Gamard. Cândido e franco, ele jamais compreenderá as intrigas que o privaram de uma vida confortável e de relações amistosas e respeitosas na cidade, nem as razões do rancor de sua locatária. Essa novela fornece a oportunidade de apresentar um catálogo dos perfis humanos das cidades pequenas, que Balzac descreve igualmente em Um Conchego de Solteirão e Úrsula Mirouët. Suas torpezas e condutas interesseiras são analisadas com a minúcia de um entomologista.